# زيلة
زِيلَة (بالتركية: زیله) هي مدينة في ولاية توقاد، تركيا. تقع إلى الجنوب من أماسيا وغرب توقاد في شمال وسط تركيا. المدينة لها تاريخ طويل، بما في ذلك الأسقفية السابقة وموقع معركة زيلة مما دفع بعبارة[مبهم] ويني ويدي ويكي. اليوم المدينة هي مركز للتسويق الزراعي والسياحة.